# Catedral de la Transfiguración (Dnipró)
La catedral de la Transfiguración (en ucraniano: Спасо-Преображенський кафедральний собор) es una de las catedrales ortodoxas ucranianas situadas en Dnipró, Ucrania. El templo ejerce de sede de la eparquía de Dnipró y Pavlogrado de la Iglesia ortodoxa ucraniana.

## Geografía
La catedral está ubicada en la plaza de la Catedral 15 de Dnipró, en el óblast de Dnipropetrovsk.

## Historia
La primera piedra fue colocada por la zarina Catalina II de Rusia  y el emperador austríaco José II en 1786, año en que también fue fundada la actual ciudad. El príncipe Gregorio Potemkin imaginó la iglesia como uno de los centros espirituales de la gobernación de Nueva Rusia. Iván Starov presentó a Potemkin sus diseños para una basílica de estilo romano (hasta el punto de eclipsar el tamaño de San Pedro de Roma), pero la declaración de las guerras ruso-turcas detuvo la construcción durante décadas.
A principios del siglo XIX, los planos de Potemkin fueron revividos y actualizados por el duque de Richelieu, Armand Emmanuel du Plessis, pero la construcción no comenzó hasta 1830. La catedral se construyó en una escala menor de lo planeado originalmente y fue consagrada en 1835. El diseño se atribuye a Andreyan Zajárov, principalmente por su similitud con la catedral de Zajárov en Kronstadt.
La iglesia estuvo cerrada a los fieles desde 1930 y aunque hubo planes para su voladura, finalmente albergó un museo de ateísmo entre 1975 y 1988. El edificio fue dañado por un terremoto en 1888 y por bombas durante la Segunda Guerra Mundial, perdiendo iconos y otros elementos interiores.El edificio no fue restaurado hasta 1975.
Tras la caída de la URSS, la catedral recuperó su función como lugar de culto, que conserva en la actualidad, tras una exhaustiva restauración.

## Arquitectura
La iglesia fue construida en un elegante estilo neoclásico, que incluye un pórtico principal con frontón triangular y seis columnas de estilo jónico y otros dos laterales, cúpula y un campanario-torre con una notable campana de 6 toneladas de peso.
El diseño de la catedral también fue utilizado por el arquitecto Semyon Dudin para construir la catedral de Alejandro Nevsk en Izhevsk.

## Galería

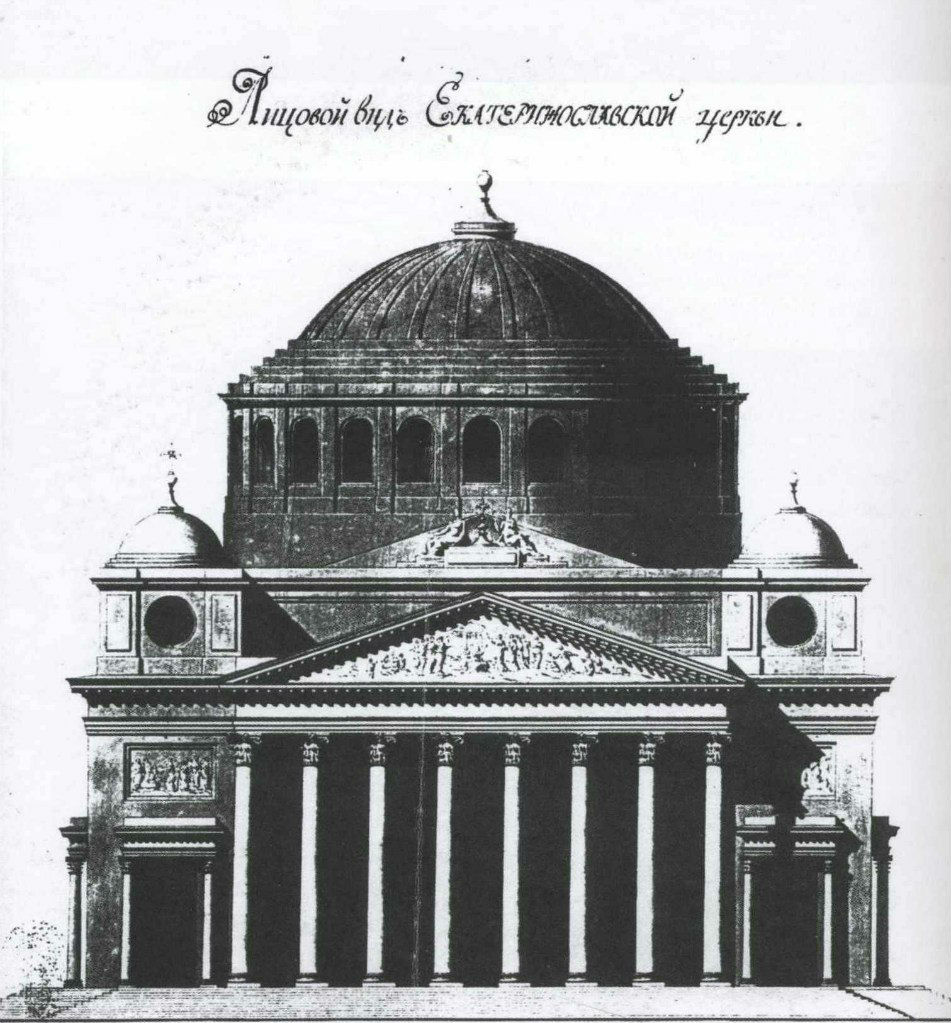
Diseño original de la catedral
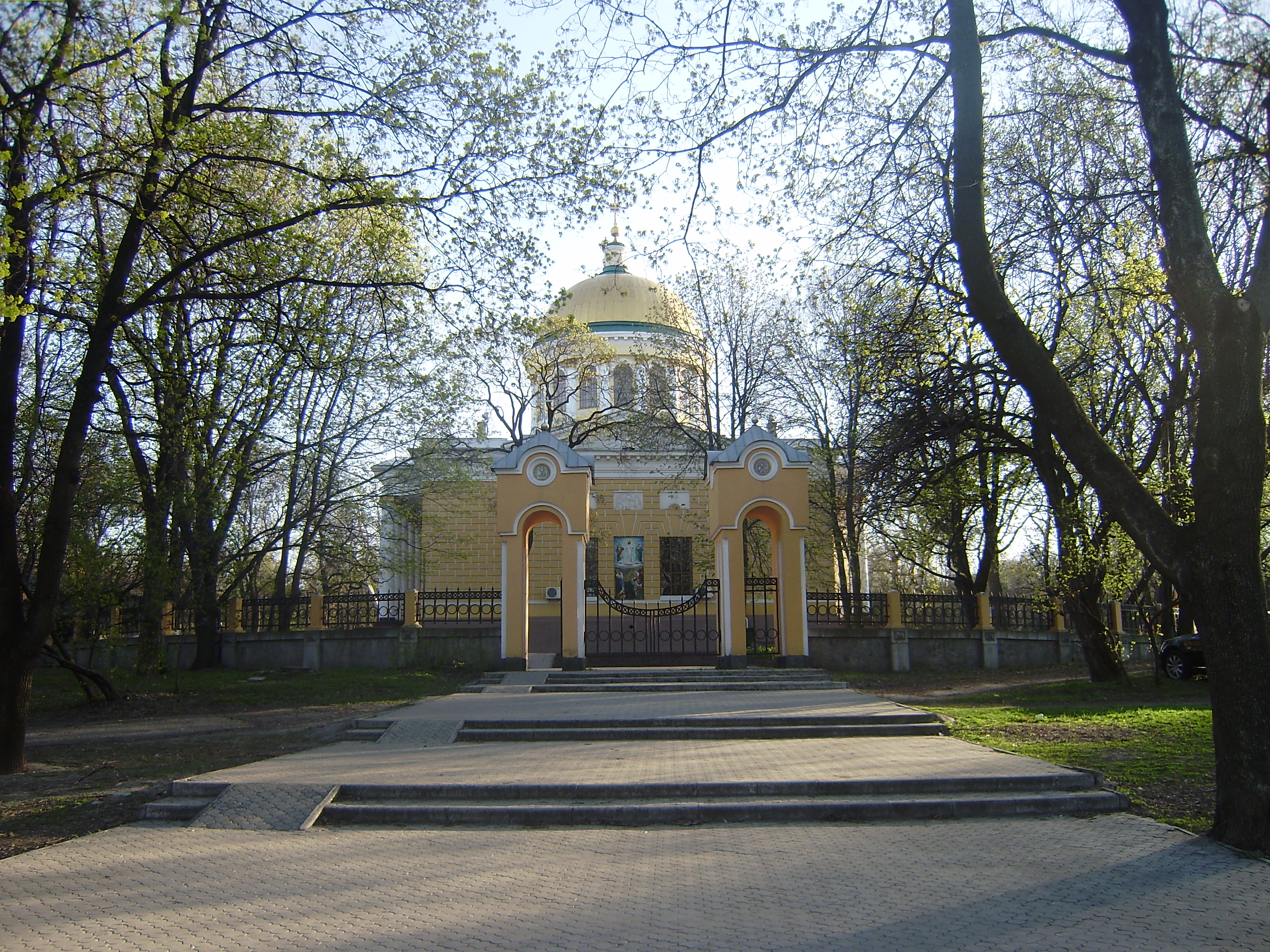
Verja de entrada a la catedral
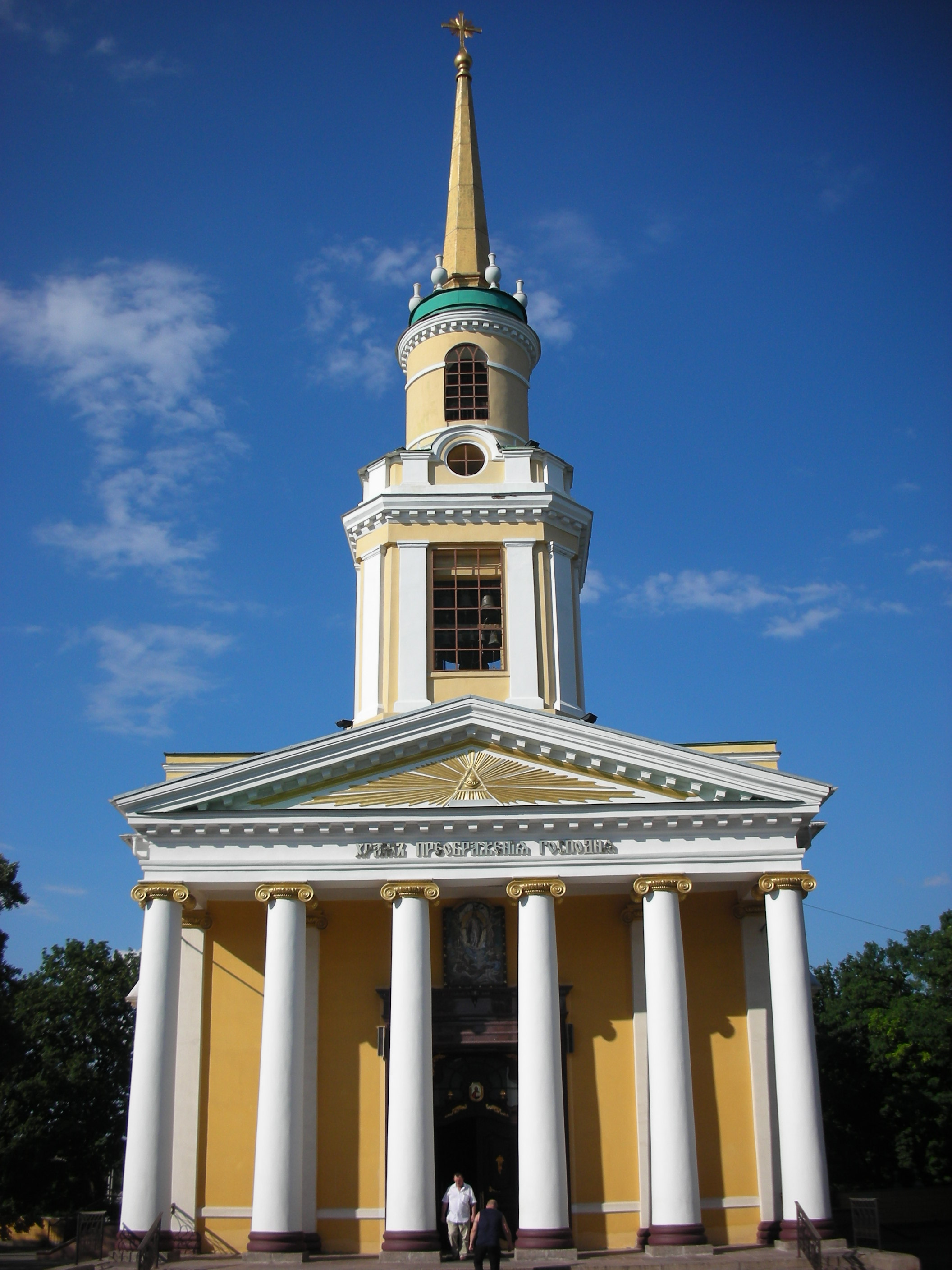
Entrada y campanario
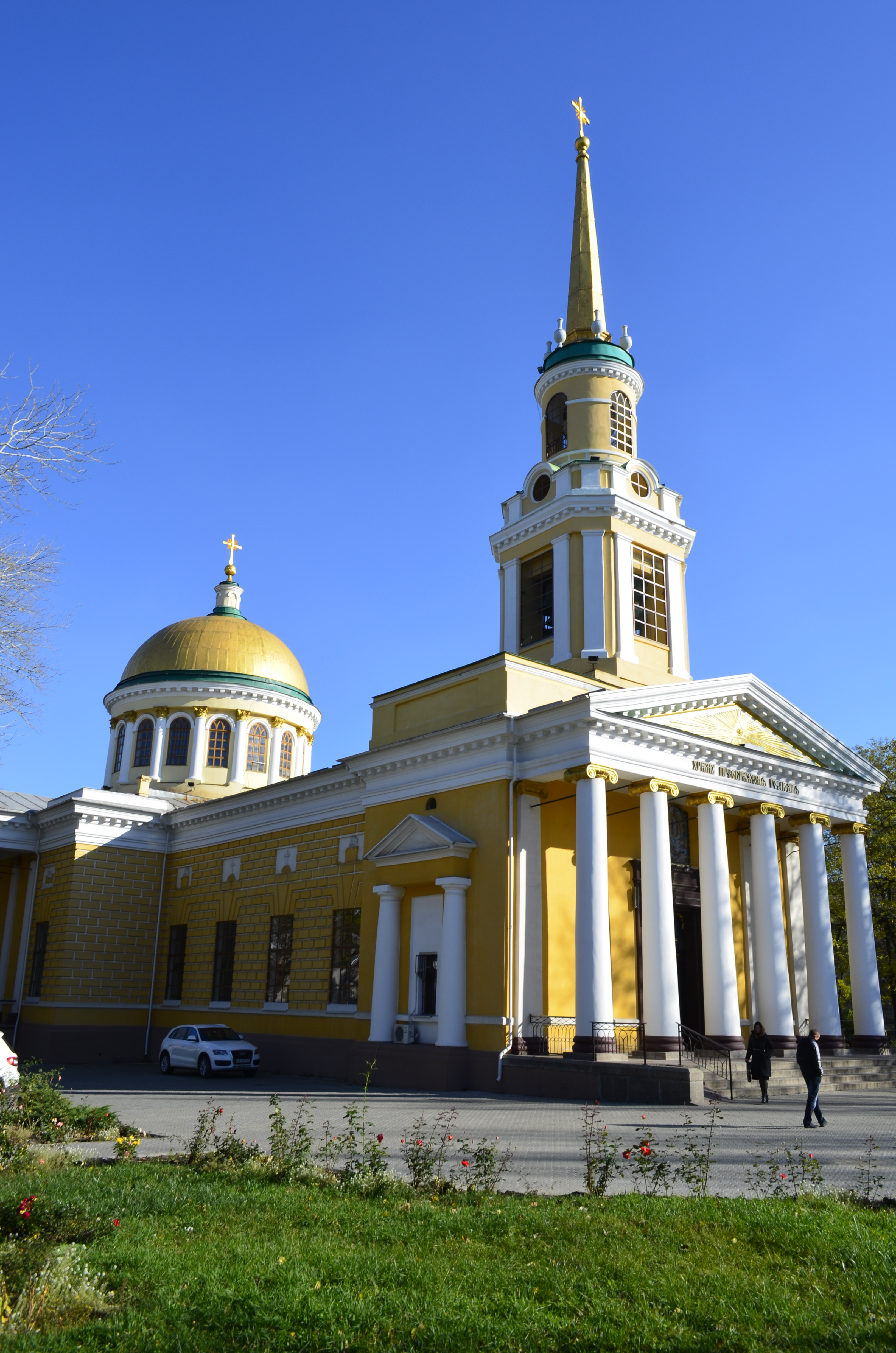
Lateral de la catedral
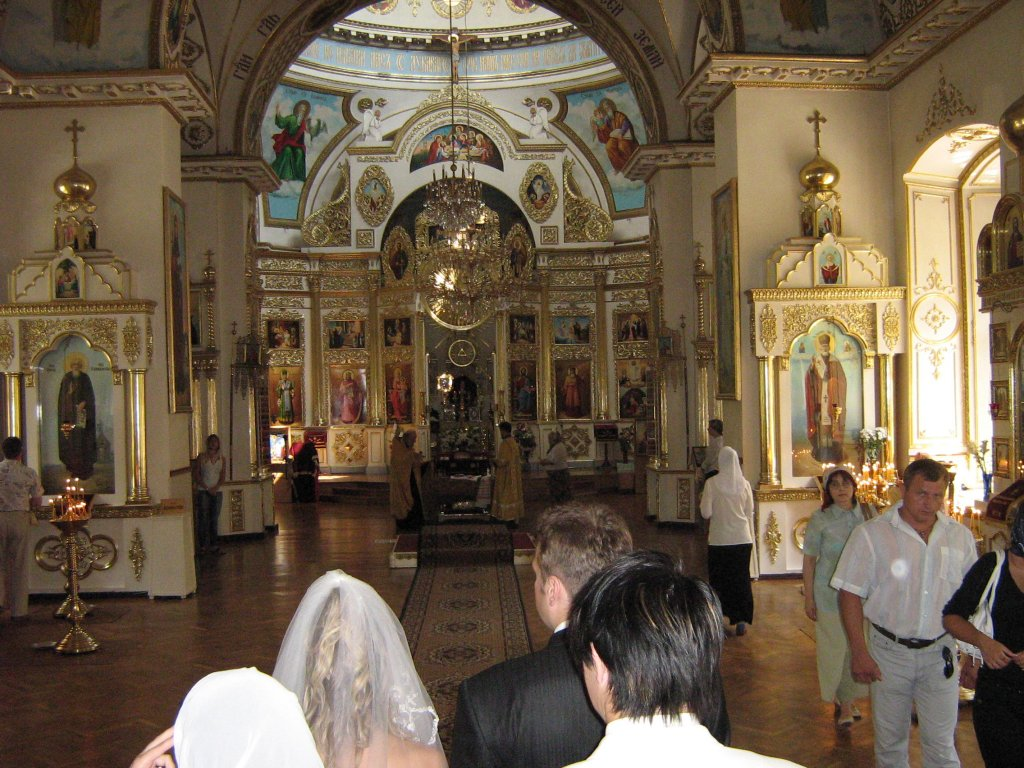
Interior de la catedral